# Thomas Besch
Pour les articles homonymes, voir Besch.
Thomas Besch (né à Metz le 10 mai 1967) est un auteur et chercheur en francophonie (Louisiana Cajun French). De 2003 à 2005, il enseigne à East Thibodaux Middle School, paroisse de La Fourche, et à l'université de Louisiane à Lafayette.

## Biographie
De culture scientifique, il obtient un diplôme de sciences politiques à l'Institut d'études politiques de Grenoble (1988).
Engagé pendant quatre années et demi dans les forces armées françaises, il rencontre Pierre Guyotat, avec qui les échanges seront passionnés, en particulier au sujet de la réception d'une œuvre (cf. Œuvres complètes, Roland Barthes).
Revenu à ses premières amours du pilotage à Chester dans le Connecticut (hiver 2006), il abandonne ses biens en Louisiane après le passage de l'ouragan Rita et Katrina. Avec des volontaires réunis autour du consulat de France délocalisé à Lafayette, il aura participé au rassemblement des ressortissants français pendant les intempéries.
Après une préparation avec le First Class Sergeant Kevin J. Broussard suivi d'un très bref entraînement avec l'armée américaine à Fort Jackson, il retourne vivre en France auprès de son père.

### Ses textes
Ses cinq textes publiés font état de transcendance, d'expérience de pilote et de poésie à la fois spatiale et onirique en ce sens que le langage peut devenir la matière et le lieu de la création en littérature.
Un volet christique lié à son éducation religieuse y est aussi à l'œuvre mais, quelle que soit la foi, celle de Thomas Besch reste personnelle, un peu à l'image de « Sainte-Église-la-petite » plutôt que de « Sainte-Église-la-grande ». Malgré tout, il a fait sien l'avertissement de feu François Russo s.j. : « Écrire est difficile ».

### Transcendance
À l'adolescence, Thomas Besch dessine, peint et écrit ses premiers poèmes. Des interrogations sur la mort, la guerre et la musique comme langages universels se dessinent déjà.
Marqué par deux événements familiaux, il « [Vous] conçoit [concevez] naturellement l'herméneutique ». D'après Caroline Broissand, avec qui il reprend des cours de peinture, les siennes sont à la croisée de l'art brut et de l'Arte Povera, en particulier Barreaux. Son professeur de peinture y décèle « l'œil de vérité ».

### Pilote expérimenté
Il a accompli 2 586,7 heures de vol dans les forces armées françaises (Aéronavale, Armée de l'air, Aviation légère de l'armée de terre) ainsi qu'en compagnies aériennes : Jetcom (LFLP), SouthEast Airmotive (CLT), PDK (PDK) et Mascareignes Air Lines (FMEP) ; en tant qu'instructeur, il enseigne à KCH School of Aeronautics (Olathe, Kansas), Concord FBO et Statesville FBO (Caroline du Nord). Il développe un forum autour de l'aviation et de la littérature sur la toile et écrit le recueil Balsande.

### Poésie
Formé initialement par la Marine nationale (Bureau Initiation aux Affaires) en Sorbonne (1994-1995) et au collège Sévigné (1994-1995), il rejoint le Johnson County Community College de Lenexa, Kansas (1996) et enseigne la langue française au Central Piedmont Community College de Charlotte. Sa belle-famille lui offre des cours en auditeur libre à l'université de Caroline du Nord avec Christine Vance (1997) : on lui recommande le « Ph.D. coursework » à l'université Emory (1998-2000) avec Geoffrey Hartman, suivi d'un bref passage à l'université de Californie, campus de Berkeley avec Suzanne Guerlac (été 2000) et, enfin, à l'université de Louisiane à Lafayette (2004-2006), où il n'obtient pas de soutenir sa thèse sur La Chanson de Roland. Il remarque alors qu'il semble entretenir un rapport singulier avec les lettres et le langage : celui que Stéphane Mallarmé définissait comme « pitre châtié ».
Il publie dès 2005 en Acadie Tropicale, où la vivacité et la chaleur de l'accueil sont gages d'amitié, de danses folks et de soirée gumbo : « la revue de création littéraire louisianaise FEUX FOLLETS présente depuis plus de dix ans les œuvres de jeunes auteurs. Bien que minoritaire, la francophonie littéraire se porte bien dans le sud-ouest de la Louisiane et plus particulièrement à Lafayette. »
Voici ce qu’écrit Juanita Liberal dans l’une des préfaces :

« l’idée (…) est de présenter la littérature louisianaise francophone, telle que pratiquée aujourd’hui. Après plus de vingt ans passés à se développer une identité littéraire d’expression francophone, les écrivains louisianais de souche et d’adoption sont prêts à s’intégrer au reste du monde littéraire francophone. »

Dans le volume 11, on peut découvrir les textes de Jean Arceneaux alias Barry Jean Ancelet qui fut son professeur, Thomas Besch, Erik Charpentier (ethnomusicologue), David Cheramie (ancien CEO du CODOFIL, Geneviève De Clerck (condisciple), Abdelslam El Farri (condisciple), Christian Hommel, Jaleh Kazemi-Richard (condisciple), Charles Larroque, Olivier Marteau (condisciple), Beverly Matherne, André Muise (condisciple), Joelle Roy (condisciple), Abdelhak Serhane qui fut son professeur et May Waggoner (poétesse).

## Ouvrages
- Ciel clair, Pic Aviation Éditions, 2005  (ISBN 2-9524803-0-3)
- Sexe, crime et résilience dans le Châtiment des Hypocrites de Leïla Marouane, NEF 19-2, 2004[11]
- Feux follets, (contribution), 2006[12]
- Meurtre en ciel clair, Société des Écrivains, 2006  (ISBN 2-7480-2677-2)
- Hendiadyn & le fantastique métier des armes, Pic Aviation Éditions, 2008   (ISBN 978-2-9524803-1-4)

## Récompenses et honneurs
- Médaille de la défense nationale (non-remise), 1996, Lanvéoc-Poulmic.
- Diplôme de bronze du Réserviste, 2005, Lafayette.
- Bourse de recherche du Dr Clara Fuselier, 2005, Lafayette.
- Bourse de recherche du Dr Joan Cain, 2005, Lafayette
- Prix du Jeune Chercheur du Conseil International d'Études Francophones (CIEF), Ottawa-Gâtineau, 2005.
- Étudiant gradué d'honneur, GPA = 4.0, 2005, Lafayette.